# Santiria megaphylla
Santiria megaphylla är en tvåhjärtbladig växtart som beskrevs av Cornelis Kalkman. Santiria megaphylla ingår i släktet Santiria och familjen Burseraceae. Inga underarter finns listade i Catalogue of Life.